# جیمی کید
جیمی کید (انگلیسی: Jamie Cade؛ زادهٔ ۱۵ ژانویهٔ ۱۹۸۴) بازیکن فوتبال اهل بریتانیا است.
از باشگاه‌هایی که در آن بازی کرده‌است می‌توان به باشگاه فوتبال کراولی داون گاتویک، باشگاه فوتبال هورشم، باشگاه فوتبال کراولی تاون، باشگاه فوتبال کولچستر یونایتد، باشگاه فوتبال تونبریج آنجلز، باشگاه فوتبال چسترفیلد، باشگاه فوتبال میدلزبرو، باشگاه فوتبال لوس، و باشگاه فوتبال هاستینگز یونایتد اشاره کرد.
وی همچنین در تیم ملی فوتبال England U16 بازی کرده‌است.